# Titolazione amperometrica
Per titolazioni amperometriche si intendono tutte quelle titolazioni che vengono messe in pratica utilizzando un rivelatore del punto finale che sfrutta i principi dell'amperometria.
Queste si dividono in due tipi: le monoamperometriche e le biamperometriche. Entrambe le tecniche necessitano di strumentazioni comuni che sono: becher, buretta, elettrodi, potenziostato e amperometro.

## Titolazioni monoamperometriche

### Apparato strumentale
Gli elettrodi necessari per questo tipo sono: un elettrodo di lavoro, un elettrodo di riferimento e un elettrodo ausiliario. Tra gli elettrodi di lavoro e di riferimento viene imposta una ddp che corrisponde alla corrente limite di diffusione relativa ad una specie presente in soluzione.
La corrente prodotta viene registrata tra quello di lavoro e quello ausiliario.

### Curve di titolazione
A seconda dell'attività agli elettrodi delle varie sostanze (al potenziale imposto) si possono avere diverse curve di titolazione.
Analita elettroattivo e titolante inerteIn questo caso durante la titolazione si vedrà che il valore di corrente parte da un massimo e diminuisce fino ad un minimo e per successive aggiunte di titolante la corrente non varia. Il punto equivalente corrisponde al minimo della curva che indica il consumo completo di analita.
Analita inerte e titolante elettroattivoAd inizio titolazione si nota che l'aggiunta di titolante non provoca variazione della corrente che è al suo minimo. Al punto equivalente tutto l'analita inerte è stato consumato e l'aggiunta di nuovo titolante provoca un aumento del valore di corrente. Il punto finale corrisponde con il punto in cui si ha la variazione di pendenza. Queste curve vengono solitamente indicate con la dicitura anglofona: dead-stop.
Analita e titolante sono entrambi elettroattiviL'aggiunta di titolante fino al punto finale causa una diminuzione di corrente e dopo un aumento, la curva assume una forma a V. Il punto equivalente è l'intersezione delle due rette estrapolate dall'andamento della corrente.
Analoghi ragionamenti si possono fare in quei casi in cui sia il prodotto di reazione ed essere attivo all'elettrodo. In queste curve il punto finale viene individuato dalla netta variazione di pendenza delle curve. Esiste però un caso in cui la differenza di pendenza è molto lieve e non sfruttabile a fini analitici, ma il punto finale coincide con l'intersezione con l'ascissa. 
Si tratta del caso in cui:
Il titolante si ossida allo stesso potenziale a cui si riduce l'analitaIn questo caso la curva è una retta perché prima del punto equivalente l'aggiunta di titolante causa una corrente catodica, quando il titolando è consumato il titolante aggiunto provoca una corrente anodica (che nel grafico procede nella stessa direzione di quella catodica con formazione di una curva simile ad una retta). La lieve differenza di pendenza è dovuta al diverso coefficiente di diffusione delle due specie.

## Titolazioni biamperometriche

### Principi teorici
La biamperometria è un particolare tipo di amperometria che utilizza due elettrodi con una certa fem applicata. Durante la titolazione avremo una certa corrente che circola nella soluzione, fino ad arrivare al punto finale, nel quale punto la corrente, corrisponderà a 0. Possiamo avere diversi casi che dipendono dalle caratteristiche di reversibilità, irreversibilità delle coppie redox. Ad esempio la coppia I2/I− è reversibile, mentre S2O32−/S4O62− è una coppia irreversibile. Avremo perciò una corrente che, dopo il p.f. rimane a 0 nonostante le aggiunte di tiosolfato. L'unica condizione necessaria per l'applicazione del metodo è che ci sia almeno la presenza di un sistema reversibile prima o dopo il punto finale della titolazione.

### Apparato strumentale
È più semplice delle monoamperometriche in quanto è composto di solo due microelettrodi identici (inerti) a cui è fissata una ddp che varia tra 100 e 200 mV. Viene registrata una corrente quando in soluzione è presente una coppia reversibile (la velocità del trasferimento elettronico è così veloce che la corrente dipende dalla diffusione). La mancanza di un elettrodo di riferimento permette di ridurre i volumi di lavoro.

### Curve di titolazione
Se nella soluzione è presente l'analita in un solo stato di ossidazione non si registra corrente tra gli elettrodi. Se si aggiunge un titolante redox si avrà la formazione di una coppia redox che, se reversibile, darà luogo ad una corrente; questa cresce fino ad un massimo che si ha quando le concentrazioni delle specie ridotta e di quella ossidata sono uguali (punto di metà titolazione). Successivamente la corrente diminuisce fino al minimo (punto finale) e aumenta di nuovo per aggiunta di altro titolante (coppia redox del titolante).

## Utilizzi delle titolazioni amperometriche
Il campo di applicazionde del metodo è compreso tra 10−2 e 10−5 M, la selettività è piuttosto scarsa e la si ottiene scegliendo il potenziale di lavoro. Rispetto alla voltammetria sono metodi molto più precisi e accurati, dovuto anche al fatto che le curve presentano ampi tratti lineari a occorrono meno punti per una buona regressione lineare e, soprattutto, possono essere registrati lontano dal punto equivalente dove la variazioni di attività sono inferiori.
Rispetto ai classici indicatori colorimetrici sono molto più precise e accurate. Vengono utilizzate come indicatori in molte titolazioni redox, come la bromatometria e, soprattutto, la iodometria.